# Heckler & Koch P11
Heckler & Koch P11 là loại súng ngắn bắn dưới nước, một trong những loại vũ khí độc đáo nhất của nhà máy vũ khí Heckler & Koch. Được phát triển vào đầu những năm 1970 cho các thợ lặn vì thế khách hàng chính cho loại súng này là các lực lượng hải quân. Loại súng duy nhất có tính năng giống với loại này được biết tới hiện tại là SPP-1 xuất hiện từ những năm 1960.

## Thiết kế
Heckler & Koch P11 không phải là loại súng tự động, hình dáng bên ngoài của khẩu súng giống với một khẩu súng ngắn ổ quay không có nòng nhưng thực tế có 5 nòng gắn thành một khối có thể tháo ráp nhanh chóng như ổ đạn. Loại súng này nạp đạn bằng cách thay nguyên khối nòng còn khối nòng đã sử dụng sẽ bị bỏ, mỗi khối nòng đều được nạp đạn sẵn từ khi được suất xưởng, trong huấn luyện thì các khối nòng này sẽ được thu lại để chuyển lại cho nhà máy để tái chế (nạp đạn lại). Mỗi nòng chưa sử dụng đều được bảo vệ bằng một màng ngăn mỏng chống nước biển, các màng ngăn này sẽ bị phá hủy khi đạn được bắn.
Súng sử dụng hệ thống điểm hỏa bằng điện được cung cấp bởi hai cục pin 9 Volt nằm trong tay cầm cò súng được đóng kỹ. Tầm bắn hiệu quả tùy thuộc vào độ sâu với khoảng 15 m khi ở gần mặt nước. Còn ở trên mặt nước thì tầm bắn được giới thiệu là 30 m, ngoài phạm vi này thì bắn trúng hay không là chuyện khác vì nòng không có rãnh xoắn và loại đạn có dạng mũi tên ngắn không ổn định trong không khí nên nó có thể bị xoay lòng vòng và bay đi đâu đó thay vì đi thẳng.

## Các nước sử dụng
- Đức
- Đan Mạch
- Hà Lan
- Hoa Kỳ
- Israel
- Italy
- Na Uy
- Vương quốc Anh